# John Argyris
John Hadji Argyris (griechisch Ιωάννης Αργύρης; * 19. August 1913 in Volos, Griechenland; † 2. April 2004 in Stuttgart) war Mitbegründer der Finite-Elemente-Methode (FEM) und zuletzt Professor an der Universität Stuttgart und dort Leiter des Instituts für Statik und Dynamik der Luft- und Raumfahrtkonstruktionen.

## Leben
John Argyris studierte Bauingenieurwesen in Athen und in München und erhielt 1936 sein Diplom. Zuerst war er bei der Firma Gollnow in Stettin angestellt, wo er u. a. am Bau von hohen Funksendemasten beteiligt war. Seine nächsten Stationen waren Berlin und Zürich. Danach ging er 1943 in die Forschungsabteilung der Royal Aeronautical Society in England. Ab 1949 war er Dozent für Luftfahrttragwerke am Imperial College der Universität London, wo er 1955 einen neu eingerichteten Lehrstuhl bekam. 1959 ging Argyris als Professor an die Technische Hochschule Stuttgart (heute Universität Stuttgart) und gründete dort das Institut für Statik und Dynamik der Luft- und Raumfahrtkonstruktionen.

## Wissenschaftliches Werk
Argyris war in den 1950er Jahren neben Ray W. Clough und Olgierd C. Zienkiewicz und nach den frühen mathematischen Vorarbeiten von Richard Courant maßgeblich an der Entwicklung der Finite-Elemente-Methode beteiligt, hat sie maßgeblich als Berechnungsmethode mit begründet und leistete wertvolle Pionierarbeit auf diesem Gebiet, aber auch auf dem Gebiet der Luft- und Raumfahrttechnik.
Mit der damals neuen FE-Methode wurden zuerst Festigkeitsberechnungen von Flugzeugtragflächen und -rümpfen durchgeführt. Die Probleme der Elastizitätstheorie wurden nicht mehr nur mit Differentialgleichungen, sondern mit numerischen Methoden bearbeitet. Voraussetzung für die Lösung der Gleichungssysteme war dabei die Anwendung von Computern.
Unter seiner Leitung entstand am Institut für Statik und Dynamik der Luft- und Raumfahrtkonstruktionen (ISD) der Universität Stuttgart in den Jahren 1965–1985 das Programmsystem ASKA (Automatic System for Kinematic Analysis), das neben NASTRAN eines der ersten universell einsetzbaren Programme für Berechnungen nach der Finite-Elemente-Methode war.

## Ehrungen
1985 erhielt er das Große Verdienstkreuz und 1990 das
Große Verdienstkreuz mit Stern der Bundesrepublik Deutschland.
Für sein wissenschaftliches Werk erhielt John Argyris zahlreiche Auszeichnungen, unter anderem die Verdienstmedaille des Landes Baden-Württemberg, die Royal Medal der britischen Königin und der Royal Society in London (1995) und von der Royal Academy of Engineering in London die Prince Philip Gold Medal, die höchste Auszeichnung der Ingenieurwissenschaften in Großbritannien (1997). Argyris ist der Preisträger der Timoschenko-Medaille des Jahres 1981.

## Schriften
- Die Erforschung des Chaos. Vieweg, 1995; Springer Verlag, 2010.
- Dynamics of Structures. North Holland, 1991.
- mit Lazarus Tenek: Finite element analysis for composite structures. Kluwer, 1998.
- mit S. Kelsey: Modern fuselage analysis and the elastic aircraft, basic theory. Butterworth, London 1963.
- mit S. Kelsey: Energy theorems and structural analysis; a generalised discourse with applications on energy principles of structural analysis including the effects of temperature and nonlinear stress-strain relations. Butterworth, London 1960.
  - Zwei gleichnamige Aufsätze erschienen in Aircraft Engineering, Band 26, 1954, S. 347–387, 410–422, Band 27, 1955, S. 42–58, 80–94, 125–134, 145–158.
- Die Matrizentheorie in der Statik. In: Ingenieurarchiv, Band 25, 1957, S. 174–192.
- Recent advances in matrix methods of structural analysis. Pergamon Press, 1964.
- The computer shapes the theory. In: Journal of the Aeronautical Society, Band 65, 1965, S. XXXII
- mit H.-P. Mlejnek: Die Methode der Finiten Elemente. 2 Bände. Vieweg, 1986, 1987.

## Trivia
Argyris war Neffe des berühmten Mathematikers Constantin Carathéodory.